# Auteur de bande dessinée

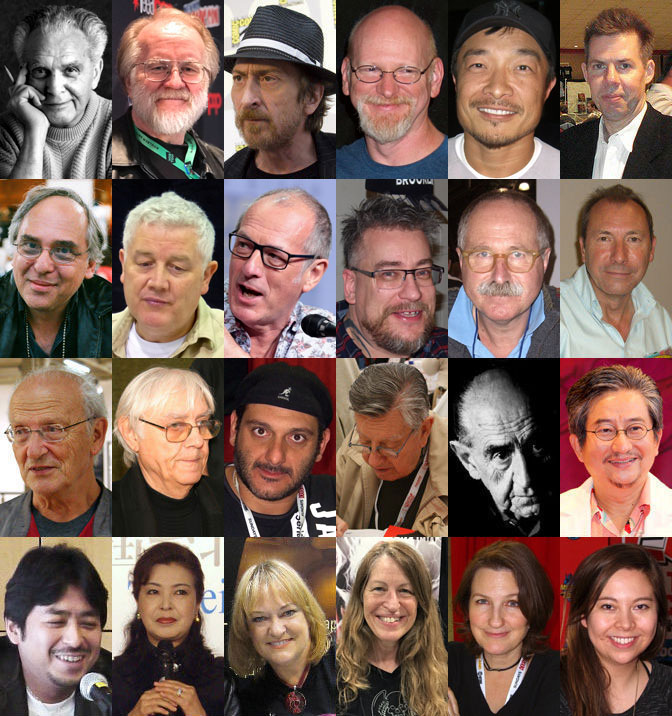
Quelques artistes notoires dans le milieu de la bande dessinée.
En haut, de gauche à droite :
Jack Kirby, John Byrne, Frank Miller, Arthur Adams, Jim Lee et Dave Sim.
Deuxième ligne :
Art Spiegelman, Alan Davis, Dave Gibbons, Simon Bisley, Brian Bolland et David Lloyd.
Troisième ligne :
Mœbius/Jean Giraud, Milo Manara, Simone Bianchi, Francisco Solano López, Alberto Breccia et Go Nagai.
Dernière ligne :
Kazuki Takahashi, Riyoko Ikeda, Wendy Pini, Jan Duursema, Amanda Conner et Fiona Staples.

Un auteur de bande dessinée (auteure ou autrice de bande dessinée au féminin), aussi appelé bédéiste, bédéaste ou cartooniste (de l'anglais cartoonist), est une personne qui participe à la création et la réalisation d'une bande dessinée.
Le terme désigne aussi bien le dessinateur que le scénariste, qu'ils travaillent en collaboration ou qu'ils conjuguent les deux activités, étant alors appelés des « auteurs complets ».
Les auteurs travaillent ou non sur commande, pour des éditeurs, des magazines de presse, des agences de communication ou s'auto-éditent.
Le statut d'auteur du coloriste et du lettreur est encore discuté.

## Formation
En France, même si beaucoup d'auteurs sont autodidactes et qu'un diplôme ne garantit pas d'être édité, il existe une dizaine de formations permettant d'apprendre le métier : l'école européenne supérieure de l'image (EESI) à Angoulême, l'école Émile-Cohl à Lyon ou encore Pivaut à Nantes, les Beaux-Arts ou les Arts déco comme celle de Strasbourg.
À Bruxelles, l'Institut Saint-Luc a formé des auteurs connus, tels que François Schuiten, Bernard Yslaire ou Jean-David Morvan.
À Liège, l'Institut Saint-Luc offre un baccalauréat en bande dessinée,,,,. Comme élève notable, on peut citer Philippe Jarbinet qui y a poursuivi des études de dessin et de scénario.

## Rémunération
En France, l’auteur est payé en « avances sur droits » par son éditeur pour réaliser son projet qui peut durer de six à dix-huit mois, voire plus. Ces droits représentent 8 à 10 % du prix hors taxe d’un album, somme à répartir entre les auteurs s'ils sont plusieurs. L'éditeur se rembourse ensuite avec la vente des albums. Les éditeurs peuvent également verser cette avance sous forme d'un forfait en fonction de la notoriété de l'auteur. Pour un album de 46 planches, cette somme peut aller pour un auteur « moyennement » connu de 15 000 à 25 000 euros.
« Seuls 200 auteurs en vivraient confortablement », assure Philippe Ostermann, éditeur chez Dargaud, tandis que 1 800 d'entre eux gagneraient moins que le SMIC.
Maiana Bidegain indique que « 67 % des auteurs, toutes catégories confondues, essaient de vivre avec moins de 1 250 € bruts mensuels ». D'après Sud-Ouest en 2018, si quelques artistes célèbres obtiennent des revenus très confortables, « 20 % des auteurs vivent sous le seuil de pauvreté ». C'est pourquoi certains d'entre eux exercent une activité complémentaire, en intervenant par exemple en milieu scolaire ou en donnant des cours.
Depuis décembre 2011, les auteurs dessinateurs et illustrateurs bénéficient, au même titre que les scénaristes, de la même fiscalité que les écrivains et compositeurs,,,. Le système de retraite a été modifié comme annoncé en mai 2014 passant d'un système de cinq classes de cotisation au choix de l'auteur à une cotisation de 8 % des revenus et donc une baisse des revenus nets pour les auteurs. Ce nouveau système est effectif au 1er janvier 2016.
En 2015, la précarité est restée forte selon une enquête des États généraux de la bande dessinée. Parmi les répondants, plus de la moitié des auteurs déclare gagner moins que le SMIC, la part monte même à 67 % parmi les auteures. La part des auteurs et autrices vivant sous le seuil de pauvreté est de 36 % chez les hommes et de 50 % chez les femmes. Cette situation financière difficile due en partie à la surproduction a pour effet que 71 % ont un emploi par ailleurs.